# 汤溪城隍庙
汤溪城隍庙位于浙江省金华市婺城区汤溪镇，已列为浙江省文物保护单位。
汤溪城隍庙供奉的城隍老爷为首任县令宋约。创建于明代，清同治五年（1866年）重建，1926年、1991－1996年维修。
汤溪城隍庙坐北朝南，占地面积6700余平方米，建筑面积2800余平方米，规模宏大、雕刻精美。包括中轴线上的头门（戏台）、放生池、二门、过厅、正殿、寝殿，二门、正殿面阔三间，寝殿面阔五间，左侧有龙王庙，右侧有达生庵。
1989年12月12日，汤溪城隍庙公布第三批浙江省文物保护单位，编号3-102。